# Donaueschingen
Donaueschingen é uma cidade da Alemanha, no distrito de Schwarzwald-Baar, na região administrativa de Freiburg , estado de Baden-Württemberg.
O Rio Danúbio nasce dentro dos limites da cidade, formado pela junção dos ribeirões Brigach e Breg. 